# Движение демократических сил Казаманса
Движение демократических сил Казаманса (фр. Mouvement des forces démocratiques de Casamance) — политическая партия, которая ведёт вооружённую борьбу в регионе Казамансе на юге Сенегала. В ДДСК большинство бойцов из представителей народа диола. Состоят ли в партии другие нации, вопрос спорный. В партии есть как мусульмане, так и католики.

## Причины сепаратистского движения
В Сенегале диола являются меньшинством (всего 6 % населения), большинство из них проживают в Казамансе, в регионе, который расположен к югу от государства Гамбия. Плодородные земли Казаманса являются важной экономической составляющей экономики Сенегала.
В начале 1980-х возросла напряженность в отношениях между диола и центральным правительством в Дакаре. ДДСК организовывало демонстрации и шествия, после чего правительство Сенегала в 1982 году отдало приказ об аресте политического руководства ДДСК. Однако это повлекло за собой только дальнейшую эскалацию ситуации, что в конце концов переросло в состояние вооружённого конфликта в Казамансе.
Ситуация в регионе резко ухудшилась в 1990 году из-за того, что ДДСК получило финансовую поддержку от Гвинея-Бисау. Бойцы ДДСК стали нападать на военные базы сенегальской армии. Во время боевых действий, сотни мирных жителей были убиты и ещё несколько тысяч бежало из Казаманса в Гамбию и Гвинею-Бисау. В 1990-е годы было подписано соглашение о прекращении огня, но оно продлилось недолго. После того как четыре французских туриста были застрелены в Казамансе, конфликт разгорелся с новой силой.

## История
ДДСК было основано в 1982 году Мамаду Сане и католическим священником Августином Диамакуном Сенгором. В декабре того же года впервые прошли демонстрации против сенегальского правительства и за независимость региона. В 1983 году сенегальская армия жестоко подавила несколько демонстраций, после этого ДДСК стало вести борьбу радикальными методами. С 1985 года в ДДСК появилось боевое крыло под руководством Сиди Баджи, которое организовывало вооружённые атаки на сенегальских солдат.
В декабре 2010 года произошли тяжёлые бои в регионе, когда около 100 повстанцев Движения демократических сил Казаманса попытались захватить город Бигнона, расположенный к югу от границы с Гамбией. Эта атака была отбита сенегальскими войсками, несколько солдат погибло в ходе боя.